# Ansina
Ansina est une ville de l'Uruguay située dans le département de Tacuarembó. Sa population est de 2 790 habitants.

## Population
| Année | Population |
| ----- | ---------- |
| 1963  | 905        |
| 1975  | 1 056      |
| 1985  | 1 637      |
| 1996  | 1 930      |
| 2004  | 2 790      |

Référence,: